# Hardee Kirkland
Hardee Kirkland (23 de mayo de 1868 – 18 de febrero de 1929) fue un actor y director cinematográfico de nacionalidad estadounidense, activo en la época del cine mudo.  
Su verdadero nombre era Noble Rarda Kirkland, y nació en Savannah, Georgia. Su padre era el antiguo General de los Estados Confederados de América
William Whedbee Kirkland, y su hermana la actriz Elizabeth Kirkland, que actuó con el nombre artístico de Odette Tyler. Kirkland actuó en un total de 41 filmes entre 1915 y 1925, y dirigió 40 desde 1912 a 1914.
Hardee Kirkland falleció en Los Ángeles, California, en 1929.

## Selección de su filmografía
- The Galley Slave (1915)
- Eye for Eye (1918)
- Madame X (1920)
- Roads of Destiny (1921)
- Ladies Must Live (1921)